# Excentricitat
En matemàtiques, l'excentricitat és un paràmetre associat a totes les seccions còniques. Es pot considerar una mesura del grau en què la figura es desvia d'una circumferència. Concretament,
- L'excentricitat d'una circumferència és zero,
- L'excentricitat d'una el·lipse és superior a zero i inferior a 1,
- L'excentricitat d'una paràbola és igual a 1,
- L'excentricitat d'una hipèrbola és superior a 1,
- L'excentricitat d'una recta és igual a infinit.

## El·lipse

El·lipse mostrant els focus, els eixos i l'excentricitat

En qualsevol el·lipse, on la longitud del semieix major és a i el semieix menor és b, l'excentricitat ens és donada per
{\displaystyle e={\sqrt {1-{\frac {b^{2}}{a^{2}}}}}.}
L'excentricitat és el quocient de distàncies entre els focus ({\displaystyle F_{1}} i {\displaystyle F_{2}}) i l'eix major; és a dir, 
{\displaystyle \left({\frac {\overline {F_{1}F_{2}}}{\overline {AB}}}\right).}

## Hipèrbola
En el cas d'una hipèrbola s'obté
{\displaystyle e={\sqrt {1+{\frac {b^{2}}{a^{2}}}}}.}

## Òrbites planetàries
A partir de la llei de la gravitació universal de Newton es pot demostrar que el moviment d'un cos al voltant d'un altre causat per l'atracció gravitatòria mútua és una el·lipse de determinada excentricitat. Per exemple, l'excentricitat de l'òrbita de la Terra és igual a 0,0167. Dins del sistema solar l'excentricitat més alta la té Plutó, amb 0,2488, seguit de Mercuri, amb 0,2056.